# 劉心武
劉 心武（りゅう・しんぶ、1942年6月4日—）は、中華人民共和国の小説家、紅学家。筆名は劉瀏、趙壮漢。代表作に小説『鐘鼓楼』（北京下町物語）。

## 略歴
原籍は四川省安岳県で、1942年6月4日に四川省成都市に生まれた。祖父は劉雲門。又名劉正雅、筆名は鎦魚山。四川省安岳県出身。清朝末期の科挙で、日本の東京帝国大学、早稲田大学に留学した事があり、帰国後は北京大学、中山大学の教授になり、魯迅、朱徳等と交流があったようで、また文学の造詣も深かったようである。1932年、上海一二八事變、彼は中日戦争中に死んだ。代表作に詩歌『哀江南』。父親の劉天演は北京協和医学院の卒業生（中退）、代表作に『鉄蘭花』。母親は北京女子師範大学の卒業生。
1950年、父親の転勤で北京に移る。
1958年、彼は作品を発表し始めた。
1961年北京師範專科学校中文系卒業、北京市の十三中学で教鞭を取る。
1976年、北京出版社の編集者となり、また、文学雑誌『十月』の創刊に参与しました。
1977年、『班主任』（クラス担任）を『人民文学』１１月号に発表し、大きな反響を呼ぶ。『班主任』は、今日では新時期文学の嚆矢とされている。
1979年に中国作家協会に加入し会員となった。
1980年には国際ペンクラブ中国ペンクラブセンターに加入。同年4月には、中国作家協会北京分会に転任になり専業作家になった。
1983年、中国共産党に入党。
1985年、長編小説『鐘鼓楼』（北京下町物語）は第二回茅盾文学賞を受賞している。
2005年、中国中央テレビの番組「百家講壇」で『劉心武掲秘紅楼夢』というシリーズレクチャーを行った。

## 作品
1978年、『母校留念』、中国少年兒童出版社
1979年、『班主任』、中国青年出版社
1979年、『讓我們来討論愛情（合著）』、上海人民出版社
1980年、『劉心武短篇小説選』、北京出版社
1980年、『我是你的朋友』、北京出版社
1980年、『這裏有黄金』、広東人民出版社
1982年、『如意』、北京出版社
1983年、『同文学青年対話』、文化芸術出版社
1985年、『鐘鼓楼』（北京下町物語）、人民文学出版社
1985年、『日程緊迫』、群衆出版社
1986年、『都会詠嘆調』、作家出版社
1986年、『木變石戒指』、青海人民出版社
1987年、『斜坡文談』、上海文芸出版社
1992年、『風過耳』、中国青年出版社
1992年、『獻給命運的紫羅蘭』、上海人民出版社
1993年、『四牌楼』、上海文芸出版社
1993年、『劉心武文集（8卷）』、華芸出版社
1993年、『一窗灯火』、華芸出版社
1993年、『富心有術』、群衆出版社
1994年、『秦可卿之死』、華芸出版社
1994年、『仰望蒼天』、知識出版社
1995年、『人生非夢総難醒』、上海人民出版社
1995年、『仙人承露盤』、華芸出版社
1996年、『邊緣有光』、漢語大詞典出版社
1996年、『我是劉心武』、団結出版社
1996年、『你哼的什麼歌』、湖南文芸出版社
1996年、『後世紀的文化瞭望』、漓江出版社
1996年、『中国当代作家選集叢書』、人民文学出版社
1996年、『劉心武怪誕小説自選集』、漓江出版社
1996年、『劉心武雜文自選集』、百花文芸出版社
1997年、『胡同串子』、北京燕山出版社
1998年、『棲鳳楼』、人民文学出版社
1998年、『我眼中的建築與環境』、中国建築工業出版社
1999年、『樹與林同在』、山東画報出版社
1999年、『紅楼三釵之謎』、華芸出版社
1999年、『過隧道的心情』、華東師範大学出版社
2000年、『楼前白玉蘭』、中国広播電視出版社
2000年、『我愛吃苦瓜』、広州出版社
2000年、『劉心武侃北京』、上海文芸出版社
2001年、『親近蒼莽』、中国旅遊出版社
2001年、『從憂郁中升華』、文匯出版社
2002年、『春夢隨雲散』、人民文学出版社
2002年、『劉心武自述』、大象出版社
2002年、『京漂女』、中国文聯出版社
2003年、『画梁春盡落香塵』、中国広播電視出版社
2003年、『眼角眉梢』、新華出版社
2003年、『天梯之声』、中国青年出版社
2004年、『在柳樹臂弯裏』、光明日報出版社
2004年、『材質之美』、中国建材工業出版社
2004年、『站冰』、人民文学出版社
2005年、『心霊体操』、時代文芸出版社
2005年、『紅楼望月』、書海出版社
2005年、『劉心武掲秘紅楼夢』、東方出版社
2005年、『劉心武掲秘紅楼夢（第二部）』、東方出版社
2005年、『劉心武解讀人世情』、時代文芸出版社
2005年、『劉心武感悟平常心』、時代文芸出版社
2006年、『紅楼拾珠』、雲南人民出版社
2006年、『劉心武掲秘古本紅楼夢』、人民出版社
2006年、『戴敦邦繪劉心武評金瓶梅人物譜』、作家出版社
2006年、『藤蘿花餅』、雲南人民出版社
2006年、『我是劉心武』、天津人民出版社
2006年、『用心去遊』、上海三聯書店
2006年、『劉心武自選集』、雲南人民出版社
2007年、『四棵樹』、二十壹世紀出版社
2007年、『一切都還来得及』、中国青年出版社
2007年、『劉心武掲秘紅楼夢（第三部）』、東方出版社
2007年、『長吻蜂』、上海人民出版社
2007年、『善的教育』、華齡出版社
2007年、『私人照相簿』、華齡出版社
2007年、『世道人心』、中国青年出版社
2007年、『尋美感悟』、中国青年出版社
2007年、『草根情懷』、中国青年出版社
2007年、『劉心武掲秘紅楼夢（第四部）』、東方出版社
2008年、『健康攜夢人』、中国海関出版社
2008年、『上有老下有小』、団結出版社
2009年、『人在胡同第幾槐』、中国文聯出版社
2009年、『劉心武短篇小説』、現代教育出版社
2009年、『劉心武中篇小説』、現代教育出版社
2009年、『劉心武散文隨筆（自選自評集）』、現代教育出版社
2009年、『八十六顆星星』、希望出版社
2010年、『紅楼夢八十回後真故事』、江蘇人民出版社
2010年、『紅楼眼神』、重慶出版社
2010年、『人情似紙』、江蘇文芸出版社
2010年、『命中相遇』、上海文芸出版社
2011年、『劉心武續紅楼夢』、江蘇人民出版社
2011年、『紅楼夢（周汝昌校前80回、劉心武續後28回）』、江蘇人民出版社
2011年、『劉心武心霊隨感』、時代文芸出版社
2011年、『听劉心武説房子的事兒』、中国商業出版社
2012年、『風雪夜歸正逢時』、漓江出版社
2012年、『人生有信』、江蘇人民出版社
2012年、『劉心武評点金瓶梅』、漓江出版社
2013年、『空間感』、漓江出版社
2014年、『飄窗』、漓江出版社
2014年、『風箏点灯』、新世界出版社

## 受賞
1978年、短篇小説『班主任』、第一回全国優秀短篇小説賞。
1979年、短篇小説『我愛每一片綠葉』、第二回全国優秀短篇小説賞。
1985年、長篇小説『鐘鼓楼』、第二回茅盾文学賞。
長篇小説『四牌楼』、第二回上海優秀長篇小説大賞。